# أولاد اشعيب الحمارة (العطاية)
أولاد اشعيب الحمارة هو دُوَّار يقع بجماعة صخور الرحامنة، إقليم الرحامنة، جهة مراكش آسفي في المملكة المغربية. ينتمي الدوّار لمشيخة العطاية التي تضم 24 دوار. يقدر عدد سكانه بـ 187 نسمة حسب الإحصاء الرسمي للسكان والسكنى لسنة 2004.

## روابط خارجية
- البوابة الوطنية للجماعات الترابية
- المندوبية السامية للتخطيط